# Kirchentellinsfurt
Kirchentellinsfurt är en kommun (tyska Gemeinde) i Landkreis Tübingen i delstaten Baden-Württemberg i Tyskland. Folkmängden uppgår till cirka 5 700 invånare, på en yta av 10,99 kvadratkilometer.

## Befolkningsutveckling
| Befolkningsutvecklingen i Kirchentellinsfurt 1975–2015 | Befolkningsutvecklingen i Kirchentellinsfurt 1975–2015 | Befolkningsutvecklingen i Kirchentellinsfurt 1975–2015 | Befolkningsutvecklingen i Kirchentellinsfurt 1975–2015 | Befolkningsutvecklingen i Kirchentellinsfurt 1975–2015 |
| ------------------------------------------------------ | ------------------------------------------------------ | ------------------------------------------------------ | ------------------------------------------------------ | ------------------------------------------------------ |
|                                                        |                                                        |                                                        |                                                        |                                                        |
| År                                                     |                                                        |                                                        | Folkmängd                                              | Areal (ha)                                             |
| 1975                                                   | 1975                                                   |                                                        | 4 342                                                  | 1 100                                                  |
| 1980                                                   | 1980                                                   |                                                        | 4 706                                                  |                                                        |
| 1985                                                   | 1985                                                   |                                                        | 4 974                                                  |                                                        |
| 1990                                                   | 1990                                                   |                                                        | 5 056                                                  |                                                        |
| 1995                                                   | 1995                                                   |                                                        | 5 254                                                  |                                                        |
| 2000                                                   | 2000                                                   |                                                        | 5 332                                                  |                                                        |
| 2005                                                   | 2005                                                   |                                                        | 5 497                                                  |                                                        |
| 2010                                                   | 2010                                                   |                                                        | 5 592                                                  |                                                        |
| 2015                                                   | 2015                                                   |                                                        | 5 608                                                  |                                                        |
|                                                        |                                                        |                                                        |                                                        |                                                        |